# Божуар
Стадион «Божуа́р-Луи́ Фонтено́» (фр. Stade de la Beaujoire—Louis Fonteneau) — стадион в городе Нант, Франция. С момента своего открытия является домашней ареной футбольного клуба «Нант».

## История
Стадион строился к чемпионату Европы по футболу—1984 и принял 2 матча группового этапа турнира. Тогда он вмещал 52 923 человек. 16 июня здесь встретились сборные Франции и Бельгии, а 4 дня спустя — Португалии и Румынии. На первом из этих матчей был установлен рекорд посещаемости стадиона — 51000 зрителей. В 1995 году сборная Франции вновь сыграла в Нанте, разгромив Словакию в матче отборочного турнира к чемпионату Европы-1996.

### Чемпионат мира—1998
В 1998 году реконструированная арена принимала чемпионат мира. На «Божуаре», вмещавшем к тому времени 35500 зрителей, прошли 5 матчей группового этапа турнира и четвертьфинальный матч Бразилия — Дания, состоявшийся 3 июля. Сборная Франции на этот раз в Нанте не выступила, зато для бразильцев матч против Дании стал уже вторым на «Божуаре»: в рамках группового турнира тетракампеоны 16 июня выиграли у Марокко со счётом 3:0.

### После 1998 года
После окончания чемпионата мира «Божуар» не утратил положения одной из ведущих спортивных арен Франции. Дважды, в 2001 и 2007 годах в Нанте принимала своих соперников футбольная сборная страны.
К тому же чемпионат мира по футболу 1998 года стал не последним крупным турниром в истории стадиона. 9 лет спустя Франция принимала чемпионат мира по регби и на «Божуаре» состоялись три матча группового этапа.